# Esculape (système)
Pour les articles homonymes, voir Esculape (homonymie).
Esculape est le nom donné au système d'information maritime et médical voulu par le ministère chargé de la mer afin d'assurer aux marins en mer une sécurité/santé au travail optimale conforme aux recommandations du BIT ; cette base de données médicales est quotidiennement actualisée par les médecins du service de santé des gens de mer et permetla télé-consultation médicale depuis les navires.
Le système attribue des numéros d'immatriculation provisoires à cinq chiffres permettant une consultation en l'absence de numéro de sécurité sociale.
Il intègre les données médicales des marins dans des fiches patients consultables en 2019 par le Centre de consultation médicale maritime (CCMM). En 2023, le Sénat préconise des développements informatiques pour qu'il couvre l'ensemble des gens de mer.